# 鉢田の戦い
鉢田の戦い（はちたのたたかい）とは、平安時代末期の内乱である治承・寿永の乱における戦闘の一つ。甲斐源氏武田信義と駿河国目代橘遠茂・長田入道との間に起こった戦い。

## 経過
治承4年（1180年）8月、石橋山の戦いの直後、甲斐の国境の波志田山において、甲斐源氏の安田義定らと駿河目代橘遠茂らが交戦し甲斐勢が駿河勢を打ち破った（波志田山合戦）。その頃までには甲斐源氏は甲斐一国を占領下においていた（『山槐記』）。
9月10日、武田信義・一条忠頼・武田信光父子は信濃へ侵攻を期し、諏訪大社上宮に入った後その近辺の平家方の豪族を打ち平らげた。信濃を制圧した武田父子は9月14日、甲斐へ帰還する（『吾妻鏡』）。一方、石橋山の戦いの後、北条時政・義時父子は甲斐国へ赴き武田信義ら甲斐源氏と合流する。その後土屋宗遠も甲斐へ赴く（『吾妻鏡』『延慶本平家物語』）。
9月24日、甲斐源氏は軍議を開き駿河への侵攻を決定する（『吾妻鏡』）。一方石橋山の戦いで敗れた源頼朝が生存していて坂東で勢力を拡大していると知った平家は9月29日、平維盛を総大将とする追討使を進発させた（『玉葉』）。また、甲斐源氏が軍備を整えているという噂を聞いた駿河国目代橘遠茂は10月1日、駿河・遠江から兵を集めた。
10月13日、武田信義、一条忠頼、安田義定らの甲斐源氏は加藤光員、加藤景廉など石橋山の戦いで敗れた頼朝配下の武将たちをその軍に加え富士北麓若彦路へ向かった。同日、橘遠茂と長田入道は甲斐勢力を撃滅すべく富士野を回って甲斐国に攻め込もうとする。翌14日、駿河勢が鉢田に進軍したところ甲斐勢と遭遇し戦闘が開始される。山岳地帯の戦闘は甲斐勢が優勢となり、長田入道子息二人が討ち取られ、橘遠茂は捕虜となった（『吾妻鏡』）。
都から平家本軍が到着する前に行なわれたこの戦いにおいて、平家方の橘遠茂・長田入道が敗北した結果、駿河は甲斐源氏の手中に落ちた。これは10月20日の富士川の戦いにおいて平家が敗北することになる要因の一つにもなった。
なお、9月に波志田山合戦の行なわれた波志田山と鉢田山の位置は同一とする説もあるが波志山と鉢田山の位置は現在も特定されていない。